# Allokepon sinensis
Allokepon sinensis är en kräftdjursart som först beskrevs av Danforth 1972.  Allokepon sinensis ingår i släktet Allokepon och familjen Bopyridae. Inga underarter finns listade i Catalogue of Life.